# Gillo Pontecorvo
Gilberto (Gillo) Pontecorvo (Pisa, 19 november 1919 – Rome, 12 oktober 2006) was een Italiaans filmregisseur en scenarioschrijver.

## Levensloop
Pontecorvo was van Joodse komaf. Hij studeerde scheikunde en werkte vervolgens een poosje als journalist. In 1941 sloot hij zich bij de Italiaanse Communistische Partij aan en tijdens de Tweede Wereldoorlog zat hij in het verzet. Na de oorlog was hij een tijdlang buitenlandcorrespondent in Parijs alvorens hij begin jaren vijftig het pad van de filmregie betrad waarbij de harde werkelijkheid zijn filmonderwerpen waren.
Na een paar documentaires debuteerde hij in 1957 met de film La grande strada Azzurra waarin Yves Montand de hoofdrol vervulde. Kapò uit 1959 ging over een jonge Jodin die door middel van collaboratie het concentratiekamp Auschwitz probeerde te overleven.
Wereldwijde faam verkreeg hij met La battaglia di Algeri uit 1966 waarin hij op zeer authentieke wijze verslag deed van de Algerijnse Onafhankelijkheidsoorlog. Bij het maken van deze film werkte hij samen met FLN-leider Yacef Saadi. Het duurde jaren voordat de film ook in Frankrijk mocht worden gedraaid. Met deze rolprent viel Pontecorvo in de prijzen, hij ontving de Persprijs en de Gouden Leeuw op het Filmfestival van Venetië plus een tweetal Oscarnominaties, een voor het beste scenario en een ander voor de beste regie.
Vermeldenswaard is dat ter bestudering van hoe een stedelijke guerrilla in elkaar steekt La battaglia di Algeri korte tijd voordat in 2003 de Irakoorlog begon in het Amerikaanse Pentagon werd bekeken.
Een in 1969 uitgebrachte film - Queimada met Marlon Brando - flopte, waarna Pontecorvo zich voortaan voor het overgrote deel alleen nog maar toelegde op het maken van documentaire-achtige films en documentaires. Twee voorbeelden zijn: Ogro (1980), over een door de Baskische terreurbeweging ETA gepleegde aanslag op de Spaanse premier Luis Carrero Blanco, in de nadagen van het regime van Franco. En Addio a Enrico Berlinguer (1984) over de in dat jaar overleden Italiaanse eurocommunist Enrico Berlinguer.
Van 1992 tot 1996 had hij de artistieke leiding van het Filmfestival van Venetië.
Vanwege hartfalen overleed Gillo Pontecorvo op 86-jarige leeftijd in het Romeinse Gemelliziekenhuis.

## Filmografie

### Regie
- 1953: Missione Timiriazev (documentaire)
- 1954: Porta Portese (documentaire)
- 1954: Festa a Castelluccio (documentaire)
- 1955: Uomini del marmo (documentaire)
- 1955: Giovanna (kort)
- 1955: Cani dietro le sbarre (documentaire)
- 1957: Die Windrose (documentaire)
- 1957: La grande strada azzurra
- 1959: Pane e zolfo (documentaire)
- 1959: Gli uomini del lago (documentaire)
- 1960: Kapò
- 1966: La battaglia di Algeri
- 1969: Queimada
- 1979: Ogro
- 1984: L'addio a Enrico Berlinguer (documentaire)
- 1989: 12 registi per 12 città (documentaire)
- 1992: Ritorno ad Algeri (documentaire)
- 1995: Roma dodici novembre 1994 (documentaire)
- 1997: Nostalgia di protezione (kort)
- 2001: Un altro mondo è possibile (documentaire)
- 2002: La primavera del 2002 - L'Italia protesta, l'Italia si ferma (documentaire)
- 2003: Firenze, il nostro domani (documentaire)

### Scenario
- 1955: Uomini del marmo (documentaire)
- 1955: Giovanna (kort)
- 1957: La grande strada azzurra
- 1960: La battaglia di Algeri
- 1966: Kapò
- 1969: Queimada
- 1979: Ogro
- 1992: Ritorno ad Algeri (documentaire)
- 1997: Nostalgia di protezione (kort)